# Boujailles
Boujailles är en kommun i departementet Doubs i regionen Bourgogne-Franche-Comté i östra Frankrike. Kommunen ligger i kantonen Levier som tillhör arrondissementet Pontarlier. År 2022 hade Boujailles 459 invånare.

## Befolkningsutveckling
Antalet invånare i kommunen Boujailles
Referens:INSEE